# 38. sydlige breddekreds
Den 38. sydlige breddekreds (eller 38 grader sydlig bredde) er en breddekreds, der ligger 38 grader syd for ækvator. Den løber gennem Atlanterhavet, det Indiske Ocean, Australasien, Stillehavet og Sydamerika.